# Saint-Sulpice-de-Faleyrens
Pour les articles homonymes, voir Saint-Sulpice.
Saint-Sulpice-de-Faleyrens est une commune du Sud-Ouest de la France, située dans le département de la Gironde (région Nouvelle-Aquitaine). Elle est une des huit communes faisant partie de la juridiction de Saint-Émilion qui est classée au patrimoine mondial de l'Humanité par l'Unesco pour son paysage viticole historique qui a survécu intact et est en activité de nos jours.

## Géographie

### Localisation
| - OpenStreetMap Limite communale |

Saint-Sulpice-de-Faleyrens se trouve près de la Dordogne, au cœur du vignoble de Saint-Émilion. Elle se situe à environ 40 minutes du centre de Bordeaux, à une heure du bassin d'Arcachon, et à quelques minutes de Libourne. Elle est traversée par la départementale 19 reliant Libourne à Branne.
La partie sud-ouest de la commune à proximité de la Dordogne, qui la borde sur 10 km, est occupée par un paysage de palud, la partie nord-est elle occupée par des vignobles produisant du vin d'appellation Saint-Émilion et Saint-Émilion Grand Cru. On peut également trouver des vignes produisant du Bordeaux et Bordeaux supérieurs.

### Communes limitrophes
Les communes limitrophes sont  Branne, Cabara, Grézillac, Moulon, Saint-Émilion et Vignonet.
|           | Saint-Émilion              |          |
| Moulon    | Saint-Sulpice-de-Faleyrens | Vignonet |
| Grézillac | Branne                     | Cabara   |

### Climat
Pour des articles plus généraux, voir Climat de la Nouvelle-Aquitaine et Climat de la Gironde.
Historiquement, la commune est exposée à un climat océanique aquitain.  
En 2020, Météo-France publie une typologie des climats de la France métropolitaine dans laquelle la commune est exposée à un climat océanique et est dans la région climatique  Aquitaine, Gascogne, caractérisée par une pluviométrie abondante au printemps, modérée en automne, un faible ensoleillement au printemps, un été chaud (19,5 °C), des vents faibles, des brouillards fréquents en automne et en hiver et des orages fréquents en été (15 à 20 jours).
Pour la période 1971-2000, la température annuelle moyenne est de 13,3 °C, avec une amplitude thermique annuelle de 14,5 °C. Le cumul annuel moyen de précipitations est de 834 mm, avec 11,3 jours de précipitations en janvier et 6,2 jours en juillet. Pour la période 1991-2020, la température moyenne annuelle observée sur la station météorologique la plus proche, située sur la commune de Saint-Émilion à 3 km à vol d'oiseau, est de 13,9 °C et le cumul annuel moyen de précipitations est de 798,1 mm,. Pour l'avenir, les paramètres climatiques de la commune estimés pour 2050 selon différents scénarios d’émission de gaz à effet de serre sont consultables sur un site dédié publié par Météo-France en novembre 2022.

### Milieux naturels et biodiversité

#### Natura 2000
La Dordogne est un site du réseau Natura 2000 limité aux départements de la Dordogne et de la Gironde, et qui concerne les 104 communes riveraines de la Dordogne, dont Saint-Sulpice-de-Faleyrens,. Seize espèces animales et une espèce végétale inscrites à l'annexe II de la directive 92/43/CEE de l'Union européenne y ont été répertoriées.

#### ZNIEFF
Saint-Sulpice-de-Faleyrens fait partie des 102 communes concernées par la zone naturelle d'intérêt écologique, faunistique et floristique (ZNIEFF) de type II « La Dordogne »,, dans laquelle ont été répertoriées huit espèces animales déterminantes et cinquante-sept espèces végétales déterminantes, ainsi que quarante-trois autres espèces animales et trente-neuf autres espèces végétales.

## Urbanisme

### Typologie
Au 1er janvier 2024, Saint-Sulpice-de-Faleyrens est catégorisée commune rurale à habitat dispersé, selon la nouvelle grille communale de densité à sept niveaux définie par l'Insee en 2022.
Elle appartient à l'unité urbaine de Libourne, une agglomération intra-départementale regroupant dix  communes, dont elle est une commune de la banlieue,,. Par ailleurs la commune fait partie de l'aire d'attraction de Libourne, dont elle est une commune de la couronne,. Cette aire, qui regroupe 24 communes, est catégorisée dans les aires de 50 000 à moins de 200 000 habitants,.

### Occupation des sols

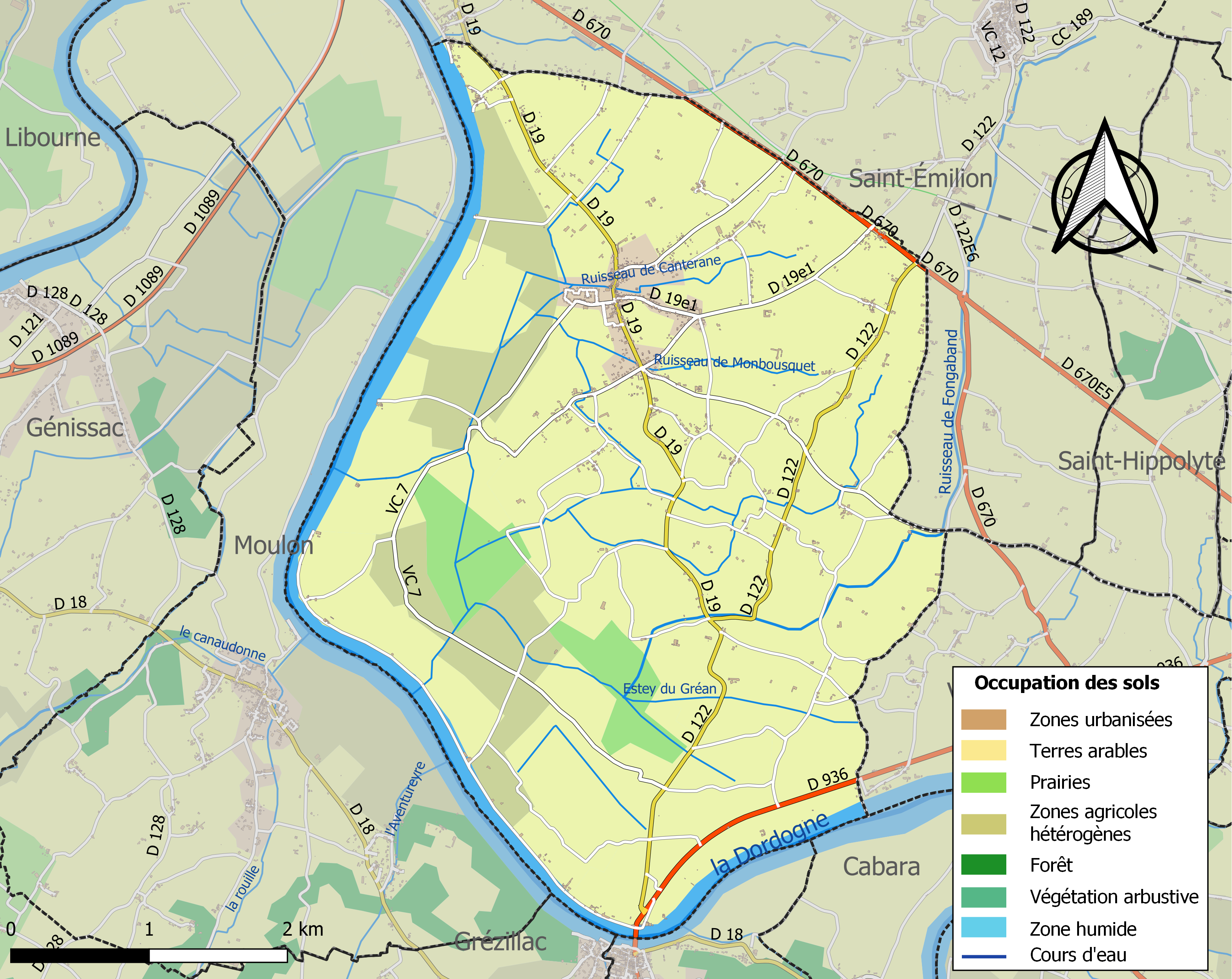
Carte des infrastructures et de l'occupation des sols de la commune en 2018 (CLC).

L'occupation des sols de la commune, telle qu'elle ressort de la base de données européenne d’occupation biophysique des sols Corine Land Cover (CLC), est marquée par l'importance des territoires agricoles (92,3 % en 2018), une proportion identique à celle de 1990 (92,3 %). La répartition détaillée en 2018 est la suivante : 
cultures permanentes (64,4 %), terres arables (13,5 %), zones agricoles hétérogènes (10 %), eaux continentales (5,4 %), prairies (4,4 %), zones urbanisées (2,3 %). L'évolution de l’occupation des sols de la commune et de ses infrastructures peut être observée sur les différentes représentations cartographiques du territoire : la carte de Cassini (XVIIIe siècle), la carte d'état-major (1820-1866) et les cartes ou photos aériennes de l'IGN pour la période actuelle (1950 à aujourd'hui).

### Risques majeurs
Le territoire de la commune de Saint-Sulpice-de-Faleyrens est vulnérable à différents aléas naturels : météorologiques (tempête, orage, neige, grand froid, canicule ou sécheresse), inondations et séisme (sismicité faible). Il est également exposé à un risque technologique, la rupture d'un barrage. Un site publié par le BRGM permet d'évaluer simplement et rapidement les risques d'un bien localisé soit par son adresse soit par le numéro de sa parcelle.

#### Risques naturels
La commune fait partie du territoire à risques importants d'inondation (TRI) de Libourne, regroupant les 20 communes concernées par un risque de submersion marine ou de débordement de la Dordogne, un des 18 TRI qui ont été arrêtés fin 2012 sur le bassin Adour-Garonne. Les événements significatifs aux XIXe et XXe siècles sont les crues de 1843 (6,80 m l'échelle de Libourne), de 1866 (6,40 m) et du 10 février 1944 (6,38 m) et du 27 décembre 1999 (6,36 m). Au XXIe siècle, les événements les plus marquants sont les crues de mars 2010 (5,55 m) et du 31 janvier 2014 (5,97 m). Des cartes des surfaces inondables ont été établies pour trois scénarios : fréquent (crue de temps de retour de 10 ans à 30 ans), moyen (temps de retour de 100 ans à 300 ans) et extrême (temps de retour de l'ordre de 1 000 ans, qui met en défaut tout système de protection). La commune a été reconnue en état de catastrophe naturelle au titre des dommages causés par les inondations et coulées de boue survenues en 1982, 1983, 1993, 1999, 2004, 2009 et 2021,.

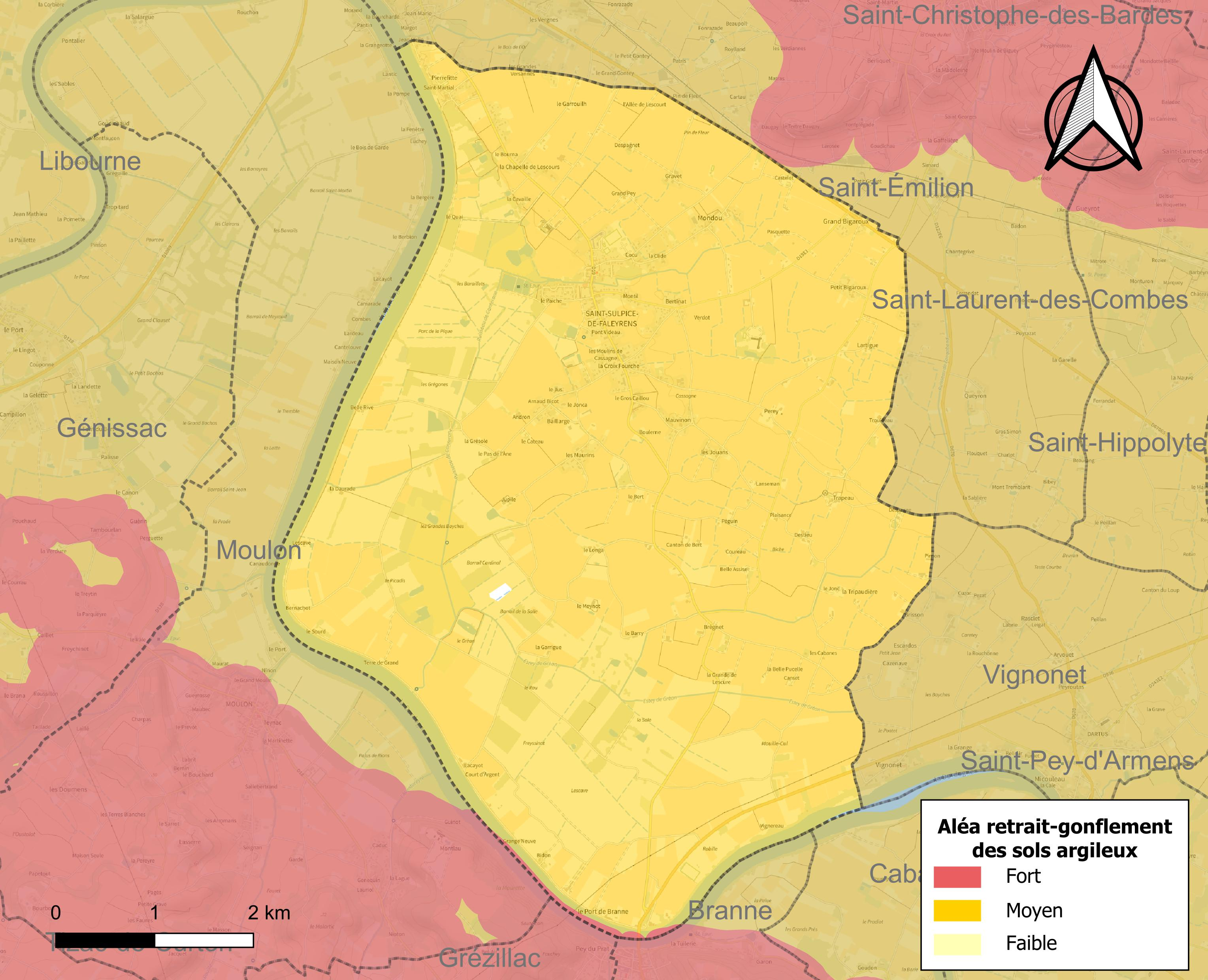
Carte des zones d'aléa retrait-gonflement des sols argileux de Saint-Sulpice-de-Faleyrens.

Le retrait-gonflement des sols argileux est susceptible d'engendrer des dommages importants aux bâtiments en cas d’alternance de périodes de sécheresse et de pluie. 99,9 % de la superficie communale est en aléa moyen ou fort (67,4 % au niveau départemental et 48,5 % au niveau national). Sur les 692 bâtiments dénombrés sur la commune en 2019, 692 sont en aléa moyen ou fort, soit 100 %, à comparer aux 84 % au niveau départemental et 54 % au niveau national. Une cartographie de l'exposition du territoire national au retrait gonflement des sols argileux est disponible sur le site du BRGM,.
Concernant les mouvements de terrains, la commune a été reconnue en état de catastrophe naturelle au titre des dommages causés par la sécheresse en 2003 et 2011 et par des mouvements de terrain en 1999.

#### Risques technologiques
La commune est en outre située en aval du  barrage de Bort-les-Orgues, un ouvrage sur la Dordogne de classe A soumis à PPI, disposant d'une retenue de 477 millions de mètres cubes. À ce titre elle est susceptible d’être touchée par l’onde de submersion consécutive à la rupture de cet ouvrage.

## Histoire
Le couvent des cordeliers de St-Emilion y avait des fiefs, au lieu-dit Au Periley, au village de Courau &c.. En 1999, au même moment que la juridiction de Saint-Émilion, la commune de Saint-Sulpice-de-Faleyrens a été classée au Patrimoine mondial de l’humanité. La commune accueille un des plus anciens témoignages d’occupation humaine de la juridiction : un menhir monumental autour duquel les habitants se réunissent et fêtent depuis des millénaires, et même encore aujourd'hui, le solstice d’été.
Son nom fait allusion à l'évêque de Bourges du XVIIe siècle saint Sulpice et à une communauté religieuse qui privilégiait les lieux champêtres, la faleyre, désignant la fougère en occitan.
Du Xe au XVIIIe siècle une unique institution, la jurade, administrait l’ensemble de l'ancienne juridiction de Saint-Émilion actuellement c'est la communauté de communes qui gère le territoire ainsi que les municipalités des huit communes la constituant. Tandis que la jurade est devenue l’ambassadrice du vin de Saint-Emilion à travers le monde.

## Politique et administration
| Période                                  | Période  | Identité         | Étiquette | Qualité                                                                   |
| ---------------------------------------- | -------- | ---------------- | --------- | ------------------------------------------------------------------------- |
| 1989                                     | 2008     | Georges Bonnefon | DVD       | Président de la communauté de communes de la Juridiction de Saint-Émilion |
| Mars 2008                                | en cours | Yvan Dumonteuil  | DVD       | Retraité                                                                  |
| Les données manquantes sont à compléter. |          |                  |           |                                                                           |

## Démographie
L'évolution du nombre d'habitants est connue à travers les recensements de la population effectués dans la commune depuis 1793. Pour les communes de moins de 10 000 habitants, une enquête de recensement portant sur toute la population est réalisée tous les cinq ans, les populations de référence des années intermédiaires étant quant à elles estimées par interpolation ou extrapolation. Pour la commune, le premier recensement exhaustif entrant dans le cadre du nouveau dispositif a été réalisé en 2007.

En 2022, la commune comptait 1 331 habitants, en évolution de −3,48 % par rapport à 2016 (Gironde : +6,91 %, France hors Mayotte : +2,11 %).
| 1793  | 1800  | 1806  | 1821  | 1831  | 1836  | 1841  | 1846  | 1851  |
| ----- | ----- | ----- | ----- | ----- | ----- | ----- | ----- | ----- |
| 1 190 | 1 208 | 1 204 | 1 264 | 1 267 | 1 107 | 1 282 | 1 200 | 1 229 |

| 1856  | 1861  | 1866  | 1872  | 1876  | 1881  | 1886  | 1891  | 1896  |
| ----- | ----- | ----- | ----- | ----- | ----- | ----- | ----- | ----- |
| 1 212 | 1 204 | 1 137 | 1 141 | 1 114 | 1 135 | 1 103 | 1 115 | 1 112 |

| 1901  | 1906  | 1911  | 1921  | 1926  | 1931  | 1936  | 1946  | 1954  |
| ----- | ----- | ----- | ----- | ----- | ----- | ----- | ----- | ----- |
| 1 136 | 1 180 | 1 155 | 1 010 | 1 061 | 1 068 | 1 129 | 1 094 | 1 121 |

| 1962  | 1968  | 1975  | 1982  | 1990  | 1999  | 2006  | 2007  | 2012  |
| ----- | ----- | ----- | ----- | ----- | ----- | ----- | ----- | ----- |
| 1 180 | 1 219 | 1 304 | 1 625 | 1 613 | 1 583 | 1 517 | 1 508 | 1 456 |

| 2017  | 2022  | - | - | - | - | - | - | - |
| ----- | ----- | - | - | - | - | - | - | - |
| 1 348 | 1 331 | - | - | - | - | - | - | - |

## Économie
L'activité principale de la commune est liée à la viticulture.

## Lieux et monuments
Depuis le 4 octobre 2007, une zone de protection du patrimoine architectural et urbain (ZPPAUP) couvre l'ensemble du territoire afin de conserver au mieux l'unité architecturale et paysagère de la Juridiction.
- Le menhir de Peyrefitte est le plus grand menhir d'Aquitaine. Il a été classé monument historique en 1889.
- Église Saint-Sulpice. En témoigne encore aujourd’hui son abside romane qui a fait l’objet d’une inscription sur l’inventaire supplémentaire des monuments historiques dès 1925, huit décennies avant que l’église soit classée dans son ensemble monument historique, le 19 août 2008[38].
- Les paysages de Saint-Sulpice-de-Faleyrens sont classés au patrimoine mondial de l'UNESCO, comme pour les 7 autres villages entourant la commune de Saint-Émilion car elles offrent un remarquable exemple de paysage de vignoble historique qui nous est parvenu intact, et demeuré en activité jusqu'à nos jours[39].
- Le château Lescours, dont l'ensemble date du XIVe siècle.

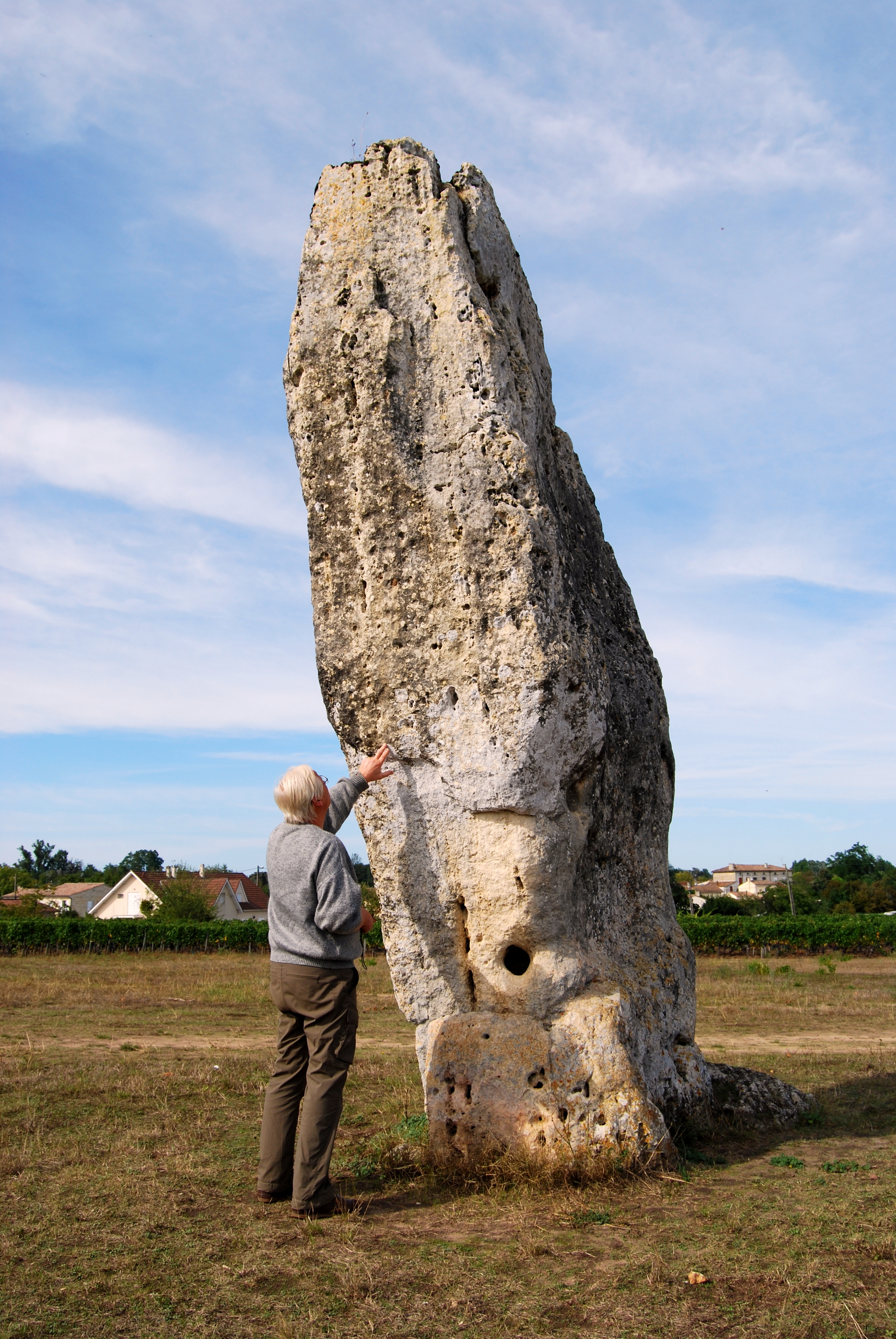
Menhir de Pierrefitte.
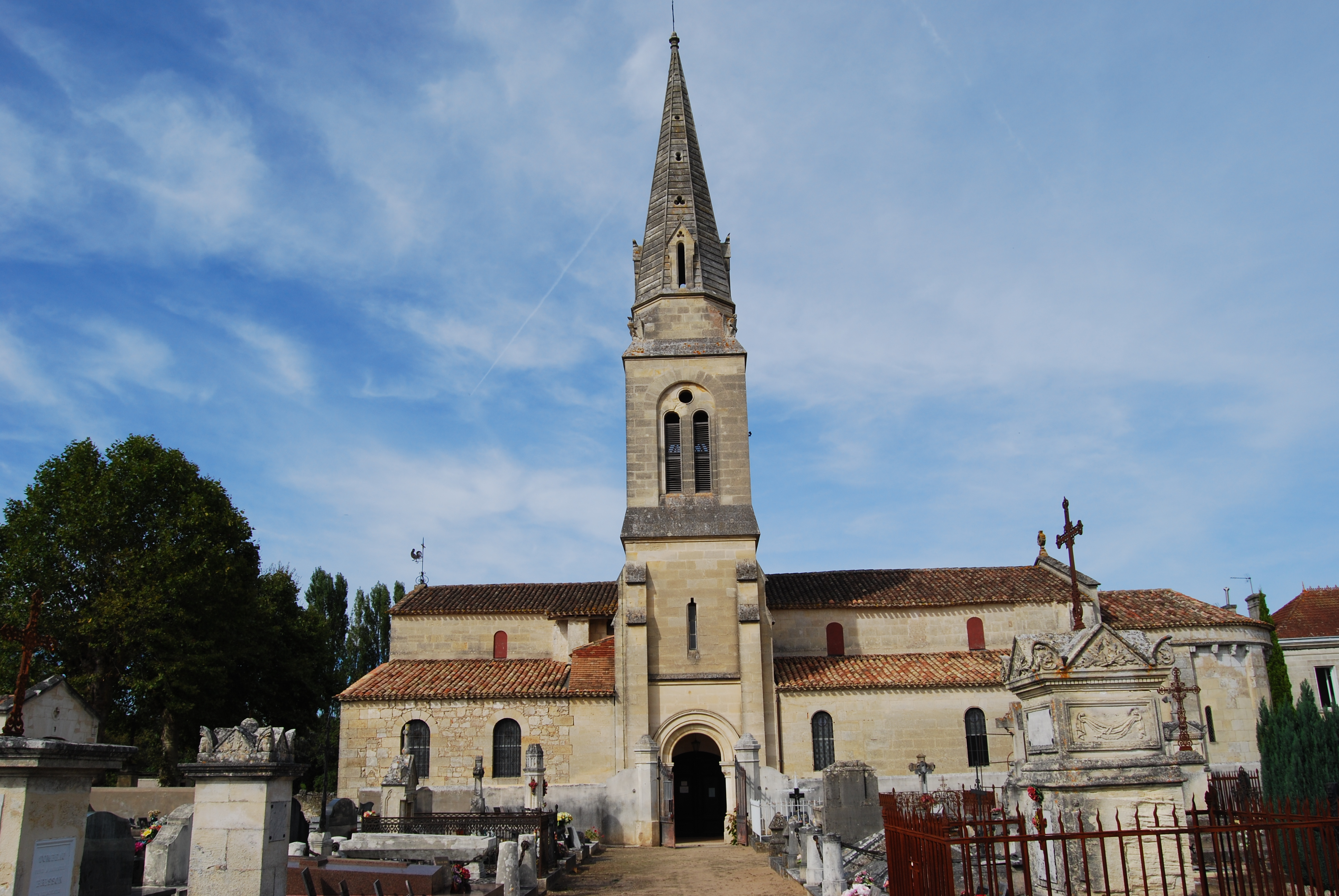
Église Saint-Sulpice.
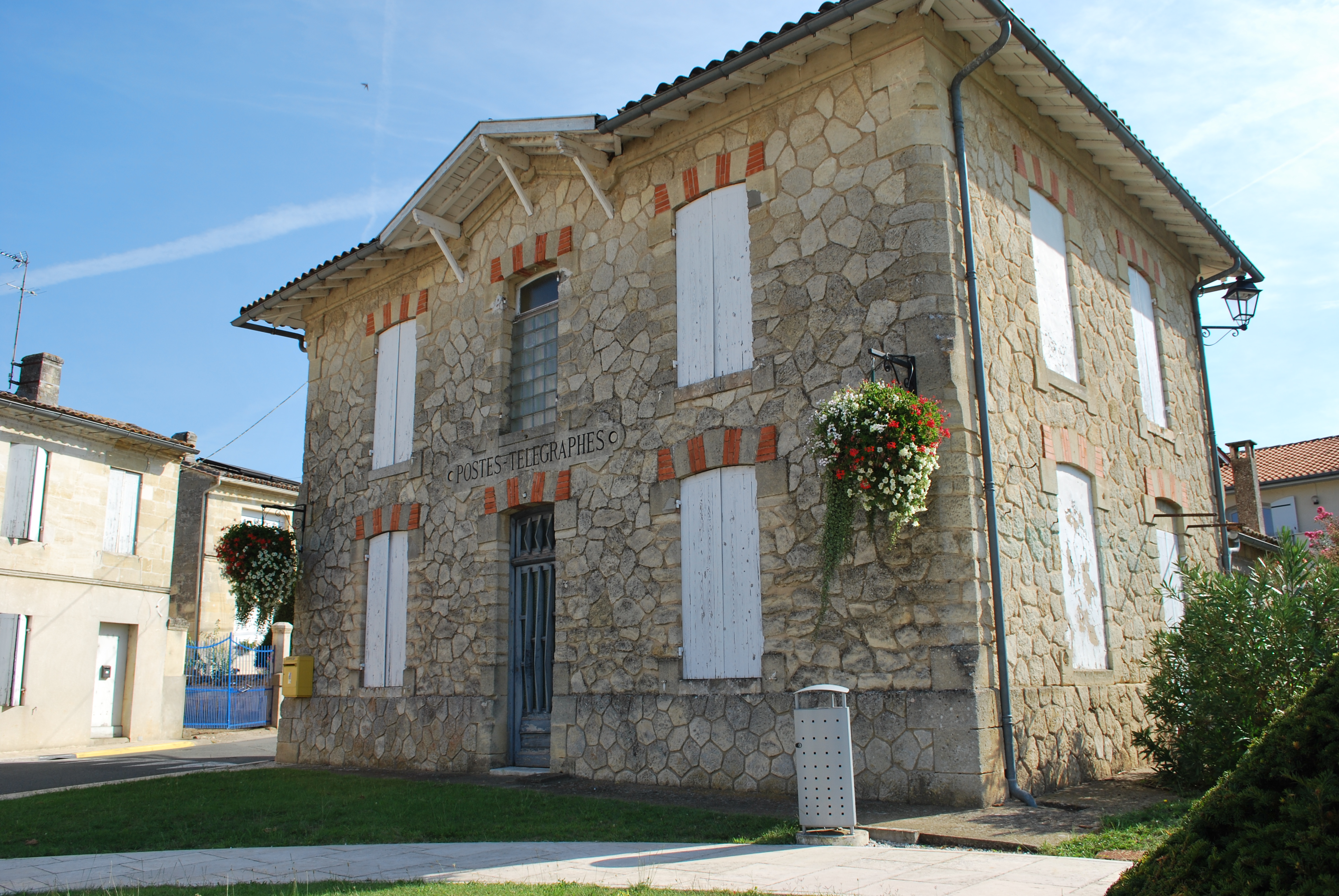
Bureau de la Poste.

## Saint-Sulpice-de-Faleyrens autrefois

Le bourg
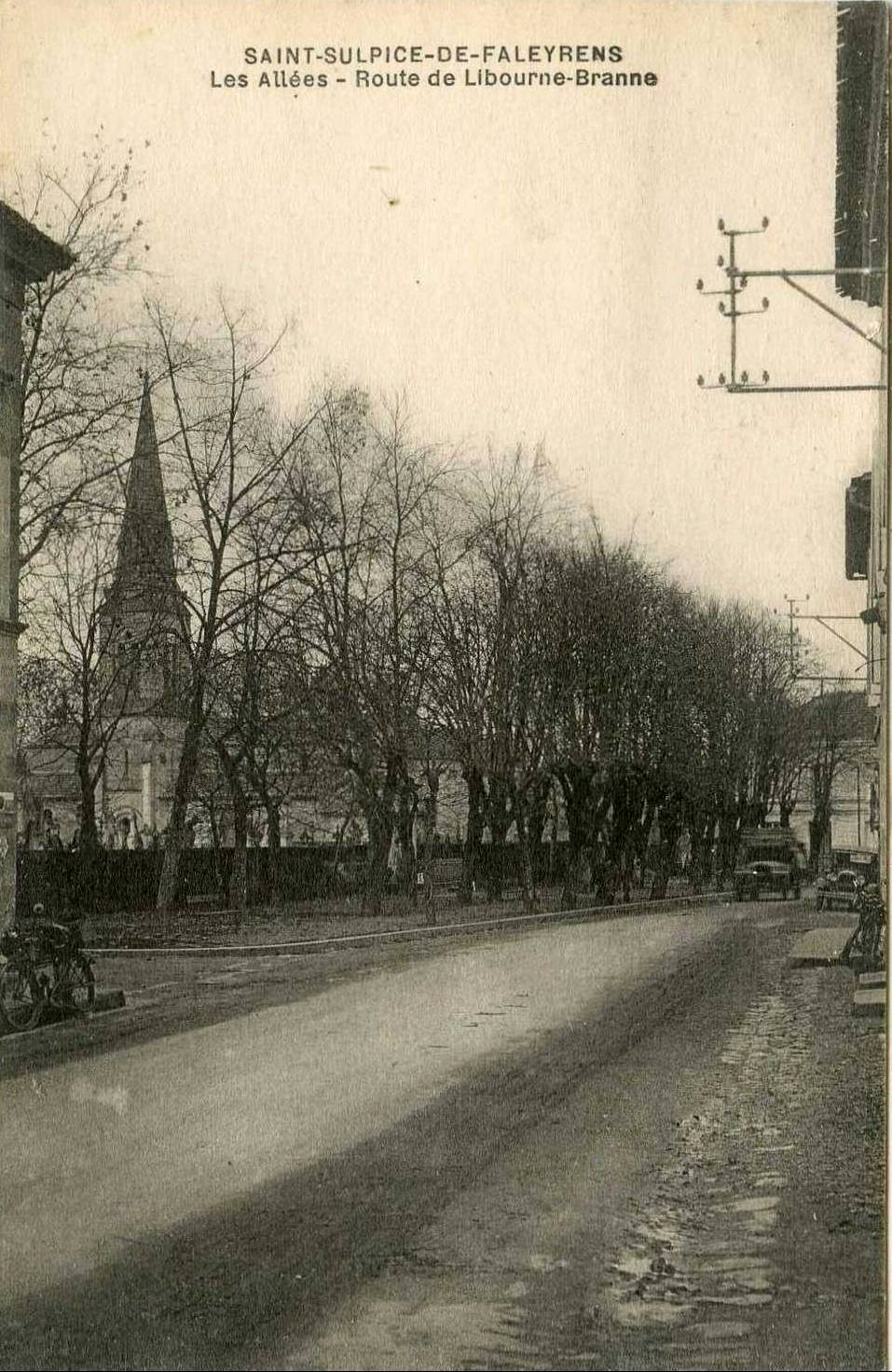
Les Allées.
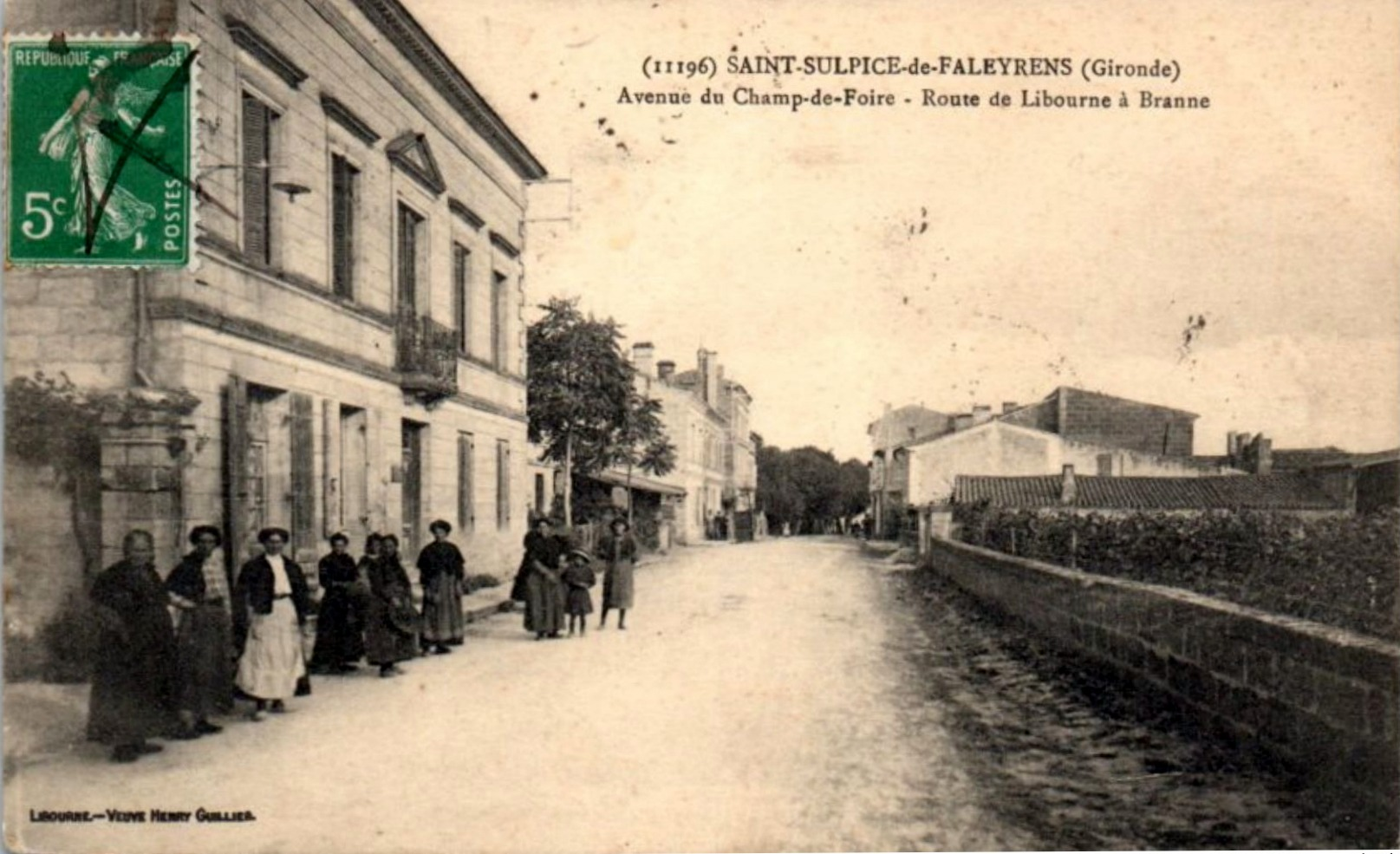
Avenue du Champ-de-Foire.
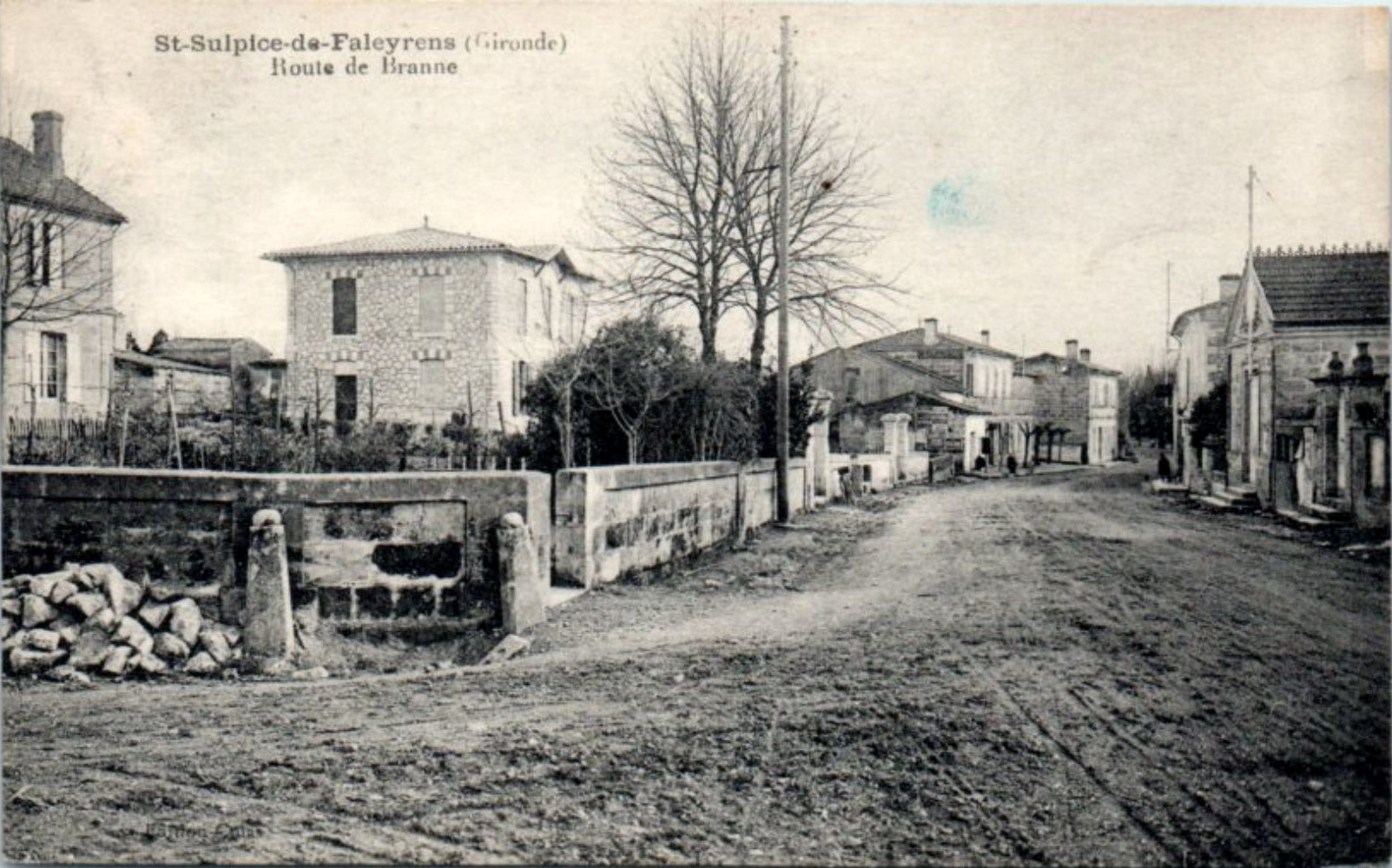
Route de Branne.
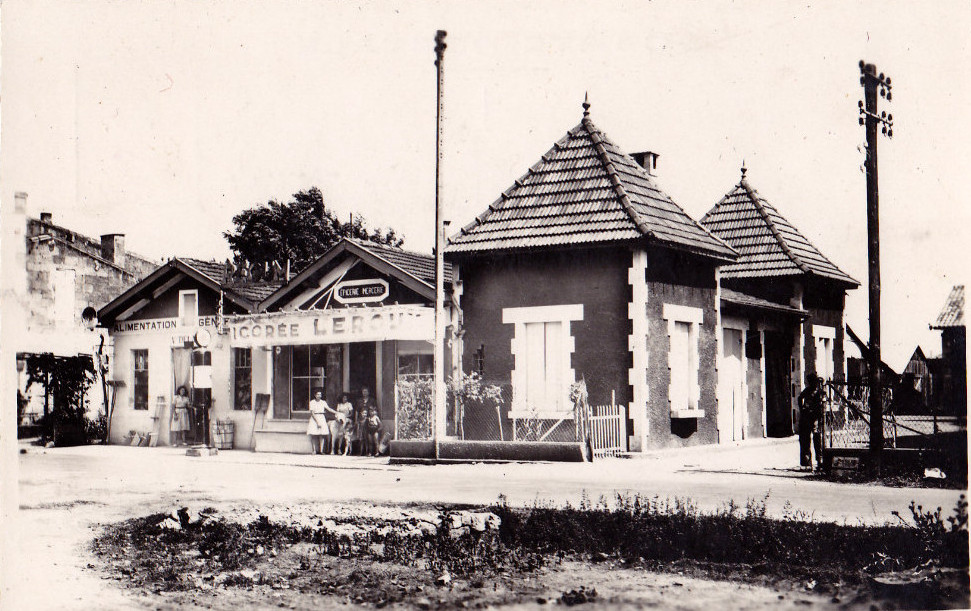
Vue du bourg.
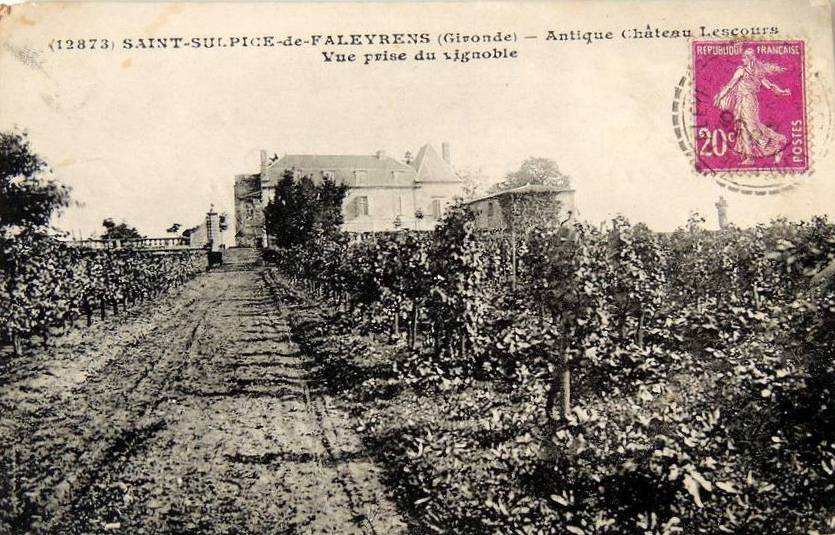
Le Château Lescours.
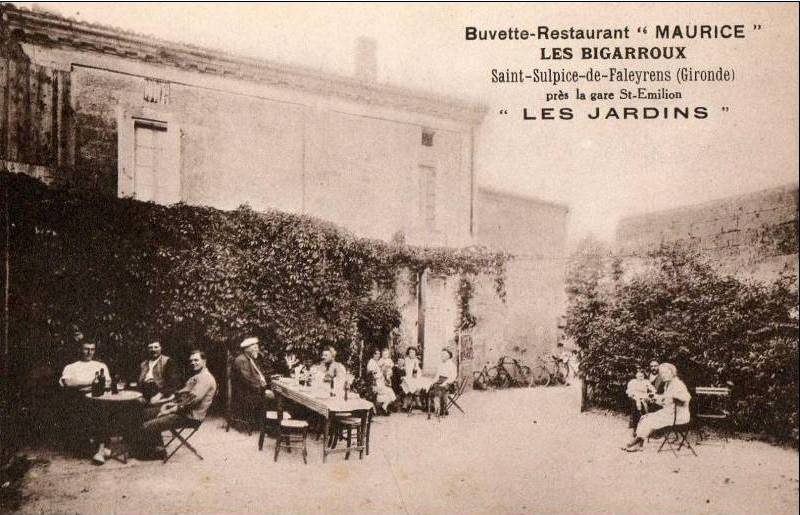
Buvette restaurant « Les Bigarroux ».
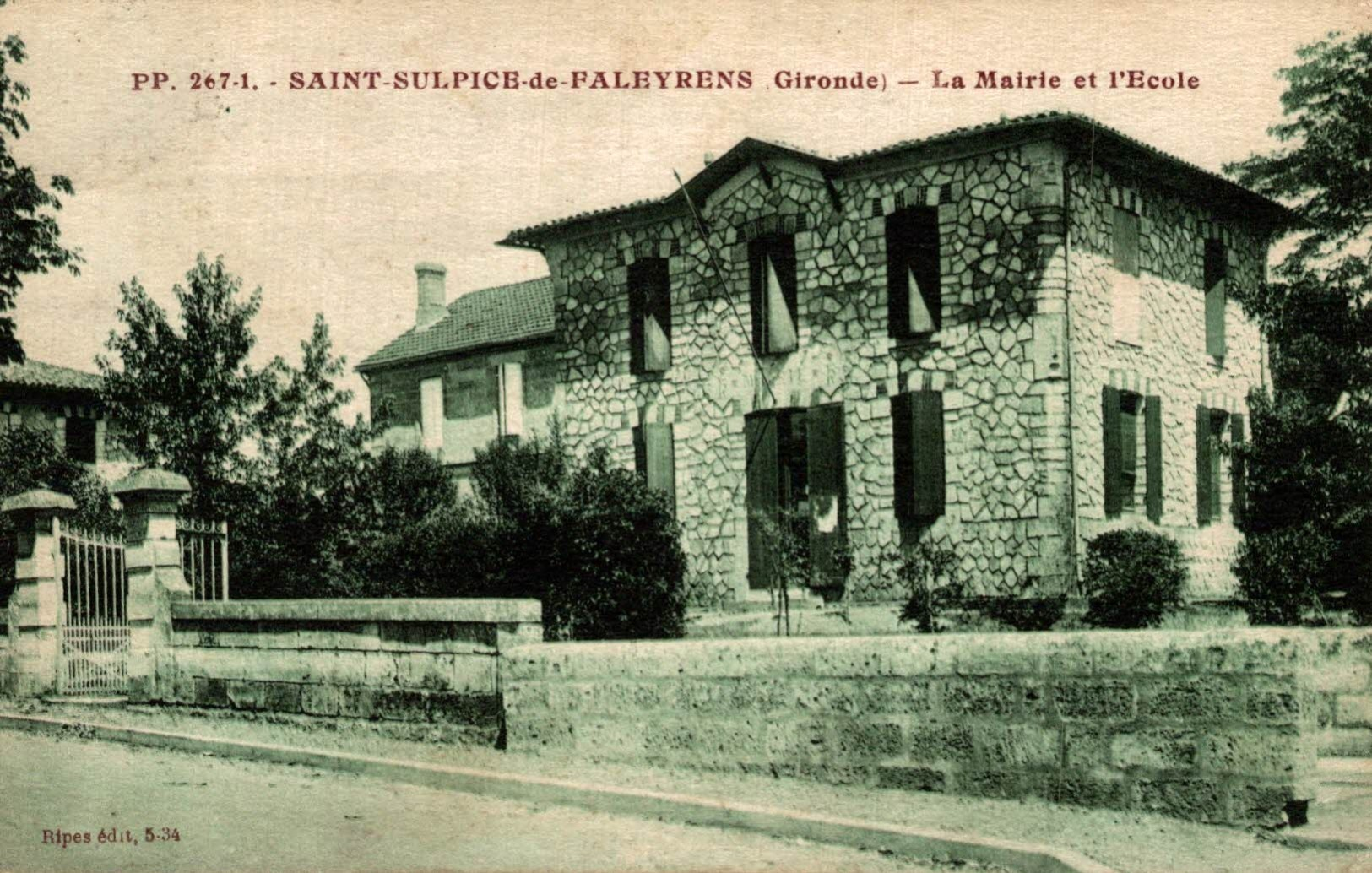
La mairie et l'école.
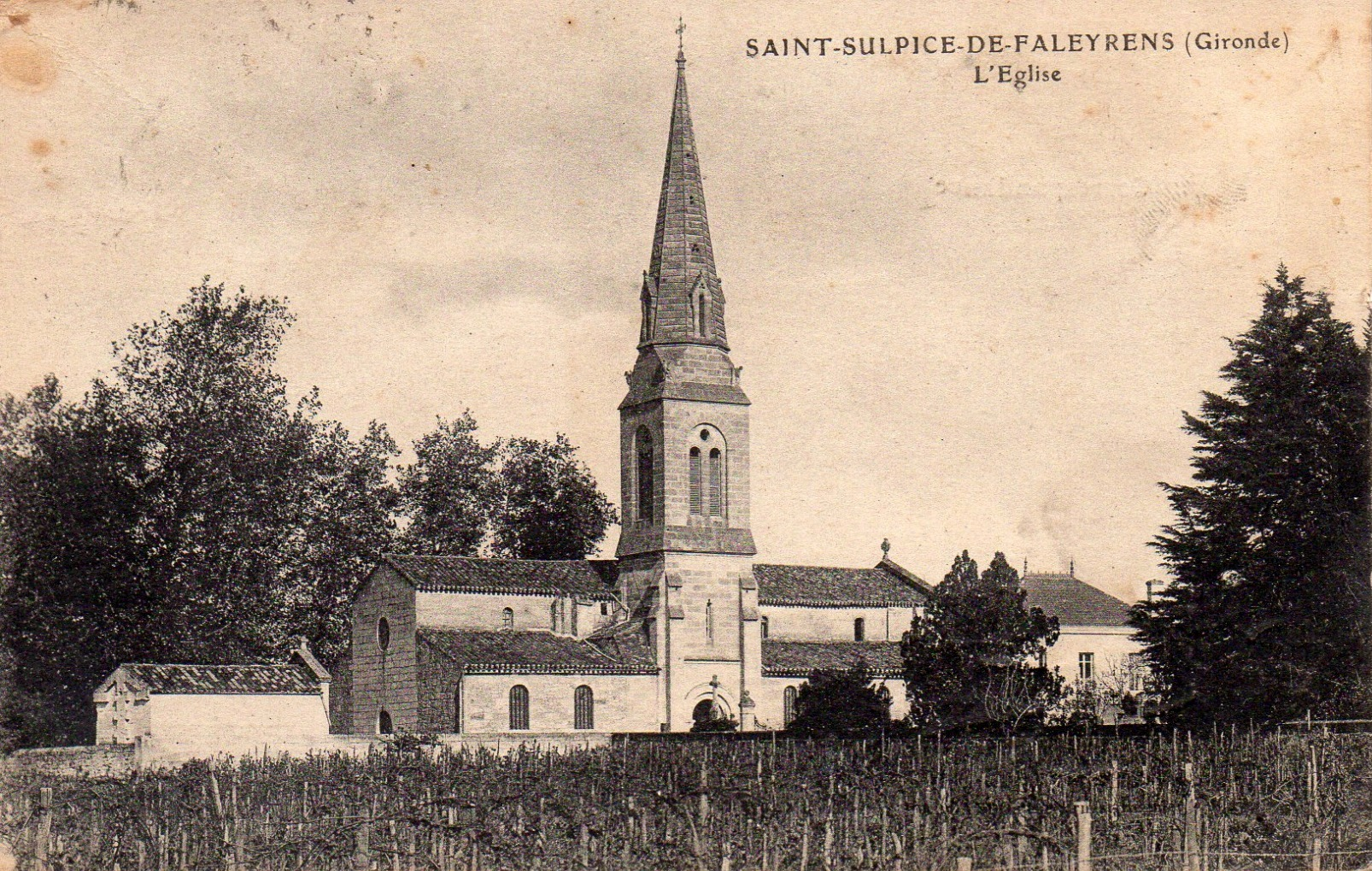
L'église.

## Personnalités liées à la commune
Jean-François Fonteneau propriétaire du saint-émilion grand cru « Château Gros Caillou »